# اولگا آنیسکووتسوا
اولگا آنیسکووتسوا (انگلیسی: Olga Aniskovtseva؛ زادهٔ ۲۲ آوریل ۱۹۸۲) بازیکن فوتبال اهل بلاروس است.
وی همچنین در تیم ملی فوتبال Belarus بازی کرده‌است.